# Até que a Vida Nos Separe (série de televisão)
Até Que a Vida Nos Separe é uma série de televisão portuguesa de comédia dramática criada e escrita por Hugo Gonçalves, João Tordo e Tiago Santos e produzida pela Coyote Vadio. A série estreou a 3 de fevereiro de 2021, na RTP1, e concluiu a transmissão a 31 de março de 2021. Foi igualmente disponibilizada na plataforma de streaming gratuita da RTP, a RTP Play.
Até Que a Vida Nos Separe tornou-se na segunda série portuguesa a ser comprada pela Netflix - depois de Glória (2021) - , tendo estreado naquela plataforma a 10 de fevereiro de 2022 e chegando assim a 198 países.

## Sinopse
A série gira em torno da família Paixão, organizadora de casamentos. Contudo, nem tudo corre bem. Para além do negócio, para os pais da família, Vanessa e Daniel, o amor parece ter terminado. Já os avós, Luísa e Joaquim, são inseparáveis e donos de um amor sem igual. Quanto aos mais novos, Rita e Marco, cada um deles tem uma perspetiva própria do amor.

## Elenco
- Rita Loureiro como Vanessa
  - Rita Poças como Vanessa 20's
- Dinarte Branco como Daniel
  - Luís Lobão como Daniel 20's
- Madalena Almeida como Rita / Luísa 20's
- Diogo Martins como Marco
- Henriqueta Maya como Luísa
- José Peixoto como Joaquim
  - José Condessa como Joaquim 20's
- Teresa Tavares como Natália
- Albano Jerónimo como Vasco
  - José Mata como Vasco 20's
- Lourenço Ortigão como Jorge
- Carolina Picoito Pinto como Vanda
- Pedro Hossi como Armando
- Nuno Nunes como Dário
- José Neto como Tó Carrapato
- Leonor Biscaia como Eva
- Beatriz Godinho como Margarida

## Easter eggs
Esta série contém referências às seguintes personagens do universo da DC Comics: Batman, Harley Quinn, Joker e Batwoman. Até o Bat-Sinal aparece na série. As roupas da Harley Quinn e Joker usadas por figurantes são as mesmas que usam Margot Robbie e Jared Leto no filme americano do Universo Estendido DC Esquadrão Suicida, de David Ayer, que saiu em 2016.

## Representação LGBT
A série aborda ligeiramente os temas da bissexualidade, homossexualidade e assexualidade/demissexualidade, além do das relações a três.

## Banda sonora
A série inclui várias canções da banda portuguesa Cassete Pirata - inclusivamente nos génericos inicial e final, onde é utilizada a canção "A Próxima Viagem" -, sendo que algumas delas chegam mesmo a ser cantadas ou trauteadas por algumas personagens.

## Episódios
| N.º | Título           | Exibição original       | Audiência (espectadores) | Audiência (share) |
| --- | ---------------- | ----------------------- | ------------------------ | ----------------- |
| 1   | "Episódio n.º 1" | 3 de fevereiro de 2021  | 541 500                  | 9,6%              |
| 2   | "Episódio n.º 2" | 10 de fevereiro de 2021 | 446 500                  | 7,9%              |
| 3   | "Episódio n.º 3" | 17 de fevereiro de 2021 | 323 000                  | 5,6%              |
| 4   | "Episódio n.º 4" | 24 de fevereiro de 2021 | 465 500                  | 8,5%              |
| 5   | "Episódio n.º 5" | 3 de março de 2021      | 342 000                  | 6,2%              |
| 6   | "Episódio n.º 6" | 10 de março de 2021     | 475 000                  | 8,9%              |
| 7   | "Episódio n.º 7" | 17 de março de 2021     | 399 000                  | 7,3%              |
| 8   | "Episódio n.º 8" | 31 de março de 2021     | 351 500                  | 6,5%              |

Nota: Todos os episódios estrearam na RTP Play ao meio-dia, na mesma data da transmissão original televisiva.